# Albanien i olympiska vinterspelen 2014
Albanien deltog i de Olympiska vinterspelen 2014 i Sotji i Ryssland med en trupp på 2 aktiva. Fanbärare för den albanska truppen på invigningen i Sotjis Olympiastadion var alpina skidåkaren Erjon Tola.
För första gången tävlade en kvinnlig representant för landet år 2014.

## Resultat

### Alpin skidåkning
Två alpina skidåkare tävlade för Albanien. Erjon Tola missade båda sina starter i herrarnas storslalom och slalom. Suela Mëhilli slutade på en 60:e plats i damernas storslalom, dock så missade hon kvalificeringen till damernas slalom.